# Goodness Gracious
Goodness Gracious è un brano musicale della cantante britannica Ellie Goulding, pubblicato nel 2014 come secondo singolo estratto dal suo album Halcyon Days, riedizione di Halcyon.
La canzone è stata scritta da Greg Kurstin, Ellie Goulding e Nate Ruess e prodotta da Kurstin.

## Video musicale
Il videoclip è stato girato a Los Angeles e diretto da Kinga Burza. Esso è stato pubblicato il 5 gennaio 2014 quindi prima del singolo.

## Tracce
Download digitale
1. Goodness Gracious – 3:46
2. Goodness Gracious (Chainsmokers Extended Remix) – 4:19
3. Goodness Gracious (Honest Remix) – 4:36